# Lista över vulkaner i Ecuador
Detta är en lista över vulkaner i Ecuador.

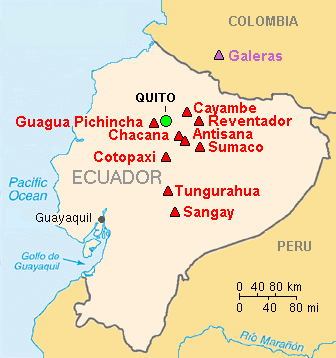
Större vulkaner i Ecuador

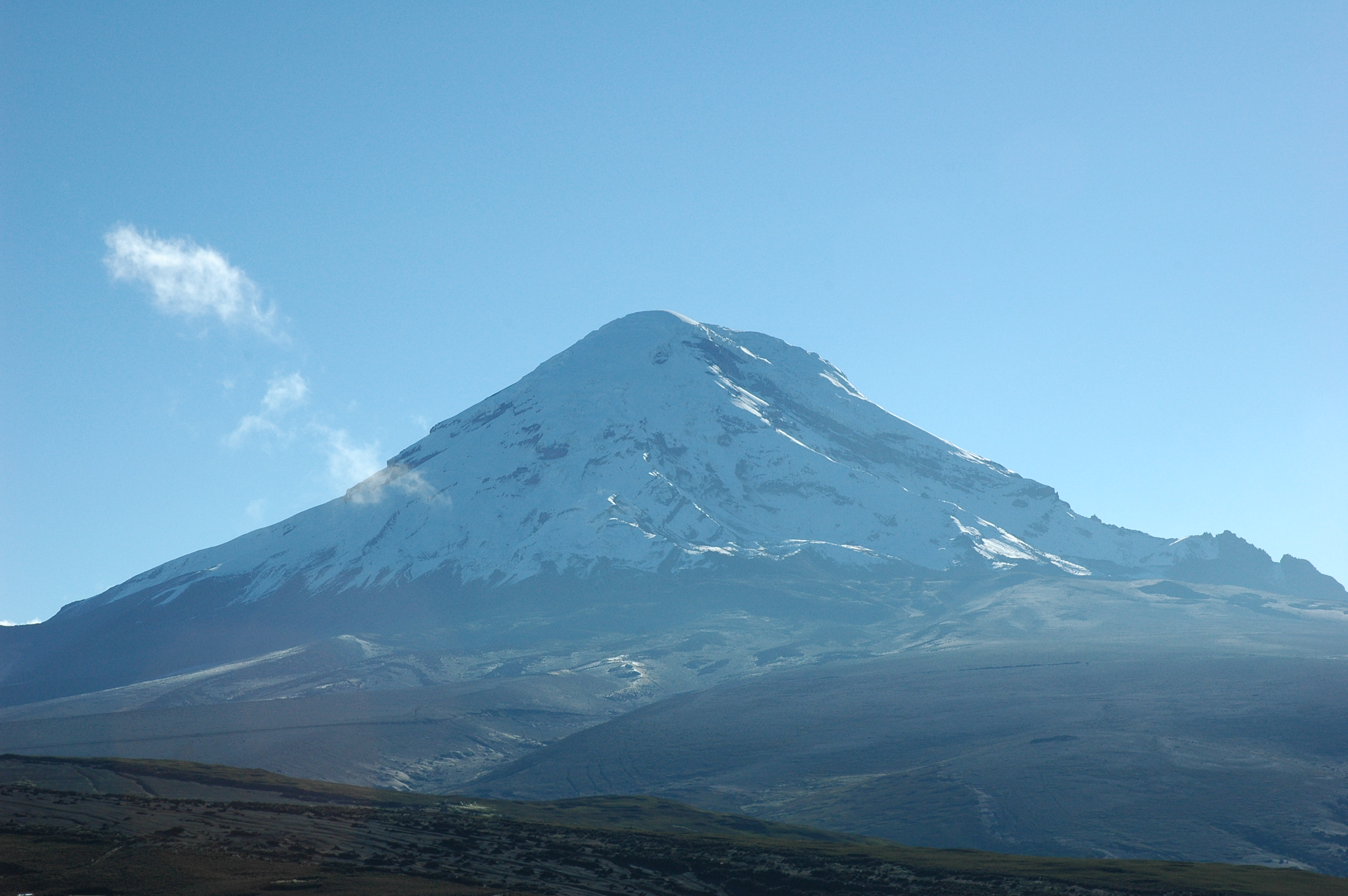
Chimborazo

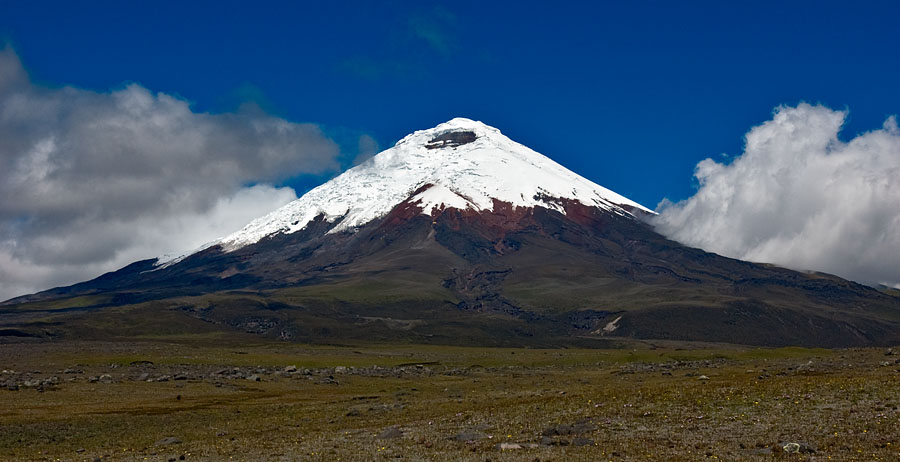
Cotopaxi

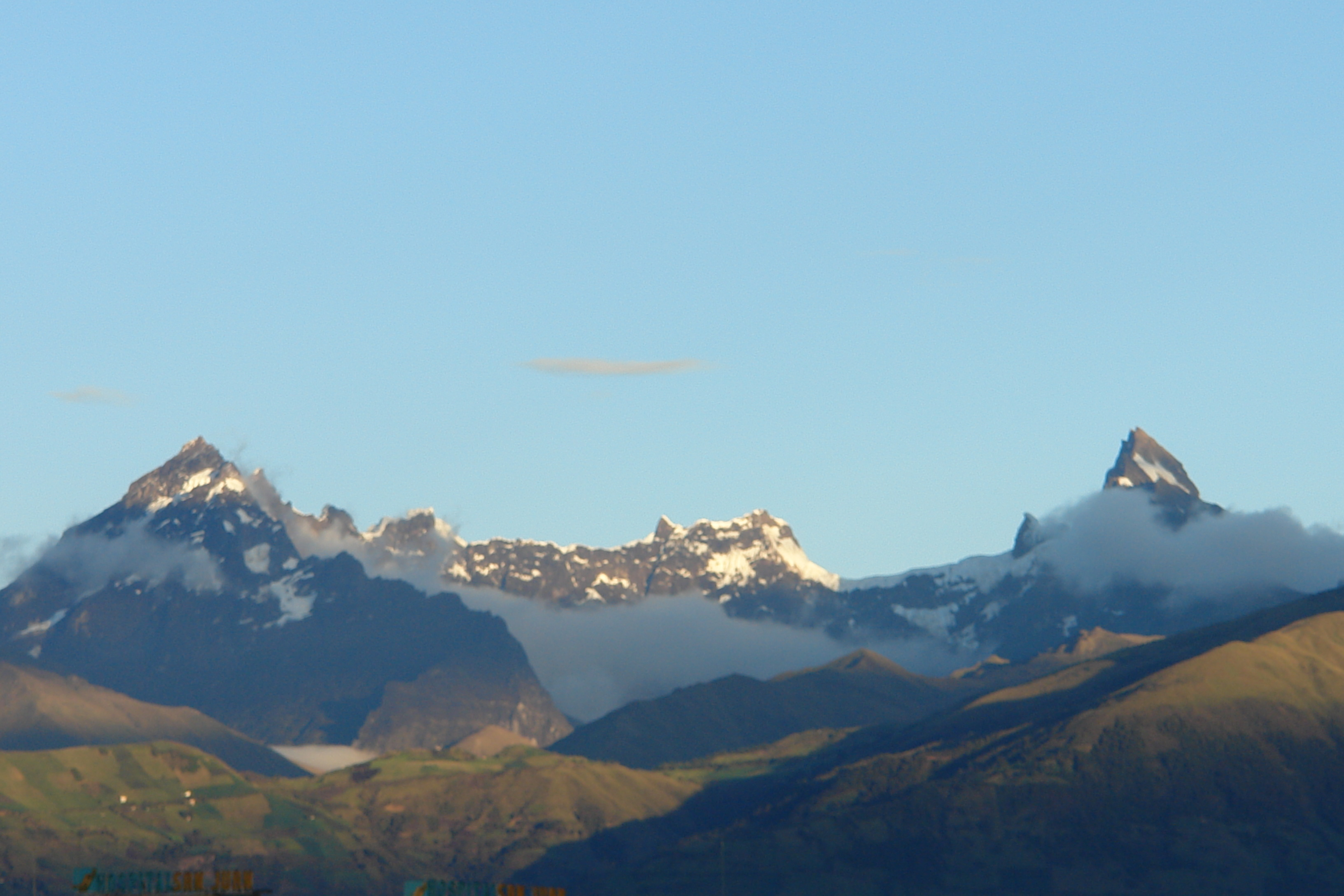
El Altar

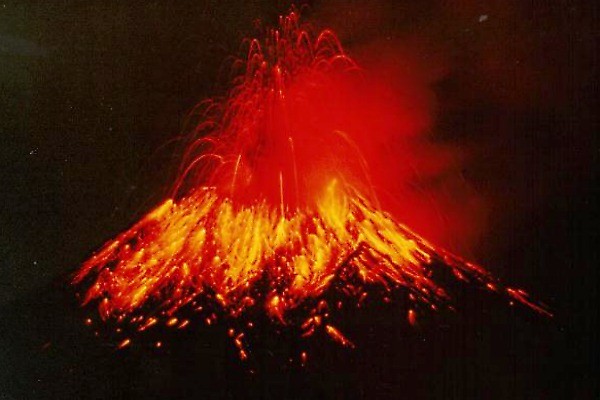
Tungurahua

| Namn           | Höjd (m ö.h.) | Plats          | Läge                                         | Senaste utbrott    |
| -------------- | ------------- | -------------- | -------------------------------------------- | ------------------ |
| Antisana       | 5753          | Fastlandet     | 0°29′S 78°08′V / 0.48°S 78.14°V              | 1802               |
| Atacazo        | 4463          | Fastlandet     | 0°21′11″S 78°37′01″V / 0.353°S 78.617°V      | -                  |
| Carihuairazo   | 5018          | Fastlandet     | 01°24′25″S 78°45′00″V / 1.40694°S 78.75000°V | Okänt              |
| Cayambe        | 5790          | Fastlandet     | 0°01′44″N 77°59′10″V / 0.029°N 77.986°V      | 1786               |
| Chacana        | 4643          | Fastlandet     | 0°22′S 78°15′V / 0.37°S 78.25°V              | 1773               |
| Chichoca       | 3246          | Fastlandet     | 0°18′29″N 78°21′50″V / 0.308°N 78.364°V      | -                  |
| Chiles         | 4756          | Fastlandet     | -                                            | 1936               |
| Chimborazo     | 6267          | Fastlandet     | 1°17′S 78°29′V / 1.28°S 78.48°V              | 640 e.Kr. ± 500 år |
| Corazón        | 4790          | Fastlandet     | 0°26′S 77°43′V / 0.43°S 77.72°V              | Holocen            |
| Cotopaxi       | 5897          | Fastlandet     | 0°40′37″S 78°26′10″V / 0.677°S 78.436°V      | 1940               |
| Cuicocha       | 3246          | Fastlandet     | 0°18′30″N 78°21′50″V / 0.30833°N 78.36389°V  | 950 f.Kr.          |
| Cusin          | -             | Fastlandet     | 0°09′N 78°08′V / 0.15°N 78.14°V              | -                  |
| El Altar       | 5405          | Fastlandet     | 1°41′S 78°25′V / 1.68°S 78.42°V              | —                  |
| Illiniza       | 5248          | Fastlandet     | 0°39′32″S 78°42′50″V / 0.659°S 78.714°V      | Holocen            |
| Imbabura       | 4557          | Fastlandet     | 0°16′N 78°11′V / 0.26°N 78.18°V              | Sen Pleistocen     |
| Licto          | 3336          | Fastlandet     | 1°28′N 78°40′V / 1.47°N 78.67°V              | -                  |
| Mojanda        | 4263          | Fastlandet     | 0°08′N 78°16′V / 0.13°N 78.27°V              | Holocen            |
| Pan de Azucar  | 3482          | Fastlandet     | 0°39′32″S 78°42′50″V / 0.659°S 78.714°V      | Holocen            |
| Pasochoa       | -             | Fastlandet     | 0°28′S 78°29′V / 0.46°S 78.48°V              | -                  |
| Pichincha      | 4784          | Fastlandet     | 0°10′16″S 78°35′53″V / 0.171°S 78.598°V      | 2004               |
| Pululagua      | 3356          | Fastlandet     | 0°02′17″N 78°27′47″V / 0.038°N 78.463°V      | -                  |
| Quilotoa       | 3914          | Fastlandet     | 0°51′S 78°54′V / 0.85°S 78.90°V              | 1797               |
| Reventador     | 3562          | Fastlandet     | 0°00′25″S 77°39′00″V / 0.007°S 77.65°V       | 2007               |
| Rumiñahui      | 4721          | Fastlandet     | 0°38′0″S 78°32′0″V / 0.63333°S 78.53333°V    | Okänt              |
| Sangay         | 5188          | Fastlandet     | 2°02′S 78°20′V / 2.03°S 78.34°V              | 2007               |
| Sincholagua    | -             | Fastlandet     | -                                            | -                  |
| Soche          | 3955          | Fastlandet     | 0°33′07″N 77°34′48″V / 0.552°N 77.580°V      | -                  |
| Sumaco         | 3990          | Fastlandet     | 0°32′S 77°37′V / 0.53°S 77.62°V              | 1933               |
| Tulabug        | 3336          | Fastlandet     | 1°46′48″S 78°36′47″V / 1.78°S 78.613°V       | Holocen            |
| Tungurahua     | 5023          | Fastlandet     | 1°28′01″S 78°26′31″V / 1.467°S 78.442°V      | 2008               |
| Alcedo         | 1130          | Galapagosöarna | 0°26′S 91°07′V / 0.43°S 91.12°V              | 1993               |
| Cerro Azul     | 1690          | Galapagosöarna | 0°54′S 91°25′V / 0.90°S 91.42°V              | 2008               |
| Darwin         | 1330          | Galapagosöarna | 0°11′S 91°17′V / 0.18°S 91.28°V              | 1813               |
| Ecuador        | 790           | Galapagosöarna | 0°01′12″S 91°32′46″V / 0.02°S 91.546°V       | 1150               |
| Fernandina     | 1495          | Galapagosöarna | 0°22′S 91°33′V / 0.37°S 91.55°V              | 2009               |
| Galapagos Rift | -2430         | Galapagosöarna | 0°47′31″N 86°09′00″V / 0.792°N 86.15°V       | 1996               |
| Genovesa       | 64            | Galapagosöarna | 0°19′12″N 89°57′29″V / 0.32°N 89.958°V       | -                  |
| Marchena       | 343           | Galapagosöarna | 0°20′S 90°28′V / 0.33°S 90.47°V              | 1991               |
| Pinta          | 780           | Galapagosöarna | 0°35′S 90°45′V / 0.58°S 90.75°V              | 1928               |
| San Cristóbal  | 759           | Galapagosöarna | 0°53′S 89°30′V / 0.88°S 89.50°V              | -                  |
| Santa Cruz     | 964           | Galapagosöarna | 0°38′S 90°20′V / 0.64°S 90.33°V              | -                  |
| Santiago       | 920           | Galapagosöarna | 0°13′S 90°46′V / 0.22°S 90.77°V              | 1906               |
| Sierra Negra   | 1124          | Galapagosöarna | 0°50′S 91°10′V / 0.83°S 91.17°V              | 2005               |
| Volcán Wolf    | 1710          | Galapagosöarna | 0°01′N 91°21′V / 0.02°N 91.35°V              | 1982               |